# Каза Орјо-Каза Голучо (Модена)
Каза Орјо-Каза Голучо је насеље у Италији у округу Модена, региону Емилија-Ромања.
Према процени из 2011. у насељу је живело 35 становника. Насеље се налази на надморској висини од 940 м.